# Henry D. Clayton
Henry D. Clayton (Clayton, 1857. február 10. – Montgomery, 1929. december 21.) az Amerikai Egyesült Államok szenátora (Alabama, 1913).